# غريغوري كيلي
غريغوري كيلي (بالإنجليزية: Gregory Kelly)‏ هو كاهن كاثوليكي أمريكي، ولد في 15 فبراير 1956 في لي مارس في الولايات المتحدة.